# 3d Wing

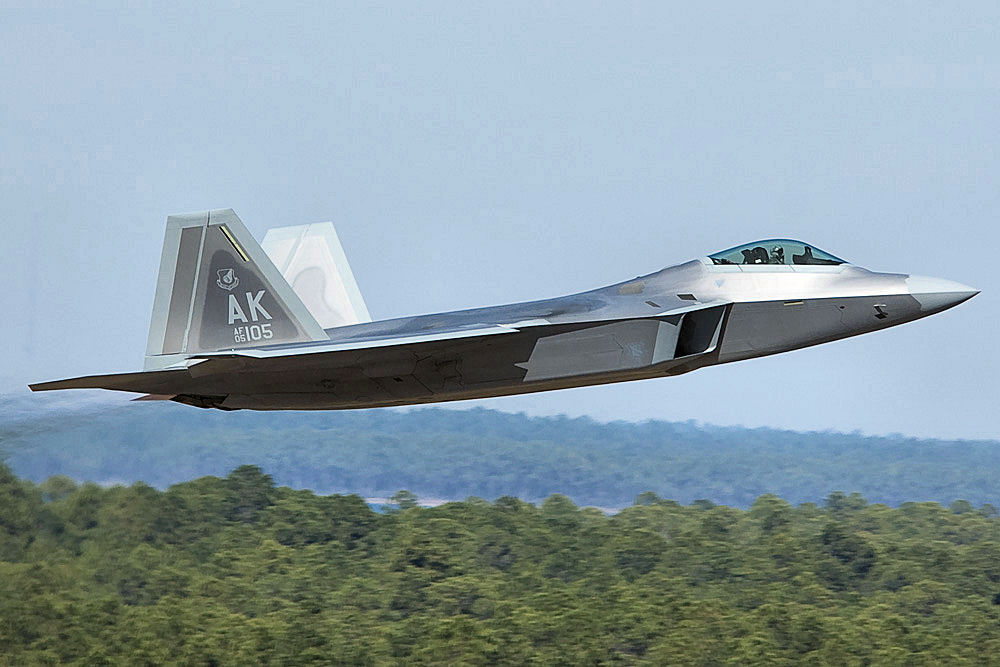
F-22A del 90th FS

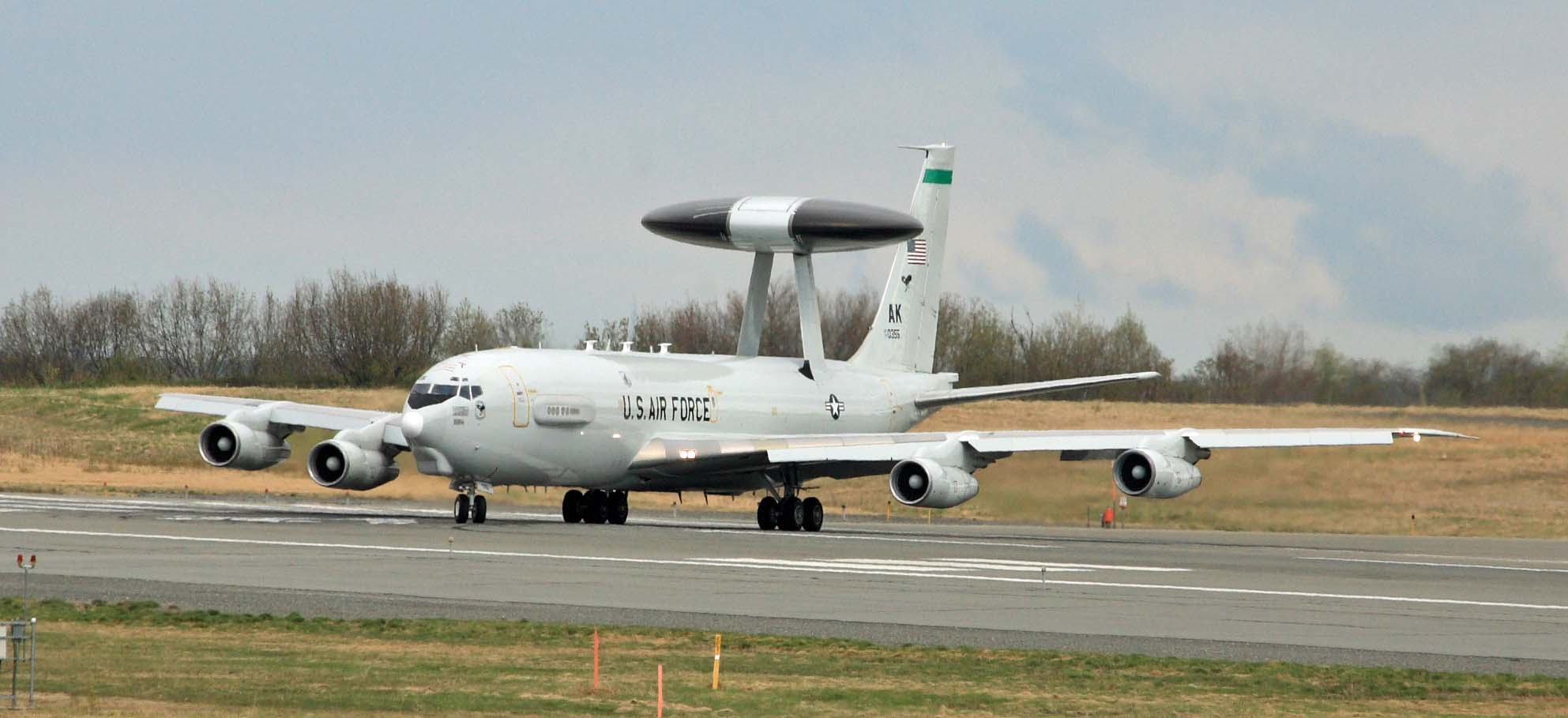
E-3 del 962d AACS

Il 3d Wing è uno stormo Composito della U.S.Pacific Air Forces, inquadrato nella Eleventh Air Force. Il suo quartier generale è situato presso la Joint Base Elmendorf-Richardson, in Alaska.

## Organizzazione
Attualmente, al maggio 2017, esso controlla:
- 3d Operations Group
  - 3d Operations Support Squadron
  -  517th Airlift Squadron  - Unità associata al 144th Airlift Squadron, 176th Wing, Alaska Air National Guard
    - Detachment 1 - Equipaggiato con 2 C-12F Huron

  -  90th Fighter Squadron - Equipaggiato con F-22A
  -  525th Fighter Squadron - Equipaggiato con F-22A
Alle due unità caccia è associato il 477th Fighter Group, Air Force Reserve Command
  -  962nd Airborne Air Control Squadron - Equipaggiato con 2 E-3
- 3d Maintenance Group
  - 3d Aircraft Maintenance Squadron
  - 3d Maintenance Squadron
  - 3d Munitions Squadron
  - 703d Aircraft Maintenance Squadron

## Storia

### Operazioni
Addestrato come stormo da bombardamento e ricognizione prima della guerra in Corea, eseguì missioni di ricognizione e interdizione dalla base giapponese di Iwakuni all'inizio della guerra, dal 1 al 19 luglio 1950. Dal 20 luglio al 1 dicembre 1950 il gruppo tattico e le sue squadriglie servirono sotto il controllo operativo di un'altra organizzazione. Lo stormo assunse il ruolo di supporto, inizialmente dalla base giapponese di Johnson, e successivamente da quella di Yokota. Ritornò a Iwakuni il 1 dicembre 1950, guadagnando nuovamente il controllo delle sue unità combattenti ed eseguendo missioni di intrusione notturna. Trasferito nella Corea del Sud nell'agosto 1951 per interdire le principali rotte di rifornimento nella Corea del Nord occidentale nel periodo restante della guerra. Alla fine della stessa, lo stormo partecipò ad addestramento ai bombardamenti, difesa aerea, ricognizione e rifornimento in volo.
I suoi quartier generali furono non operativi dal 1 settembre 1963 al 8 gennaio 1964. Trasferito negli Stati Uniti senza personale od equipaggiamento nel gennaio 1964, addestrò e ruotò le sue squadriglie in distaccamenti nel sudest asiatico per ruoli da combattimento. Trasferito nel novembre 1965 presso la base sud vietnamita di Biên Hòa, una base avanzata la quale era frequentemente sotto il tiro nemico di mortai e razzi. Le missioni includevano supporto aereo ravvicinato, contro-guerriglia, controllo aereo avanzato, interdizione e bombardamento radar assistito. Sostenne numerose operazioni terrestri con missioni d'attacco contro fortificazioni nemiche, zone di rifornimento, linee di comunicazione e personale, in aggiunta alla soppressione di fuoco avversario in zone di atterraggio. Durante questo periodo, lo stormo partecipò inoltre nella valutazione in combattimento di velivoli come l'F-5 e l'A-37.
Privato di personale ed equipaggiamento il 31 ottobre 1970, lo stormo rimase attivo sulla carta fino a quando fu trasferito in Corea del Sud il 15 marzo 1971, per essere equipaggiato con gli F-4. Nel settembre 1974, si trasferì senza personale ed equipaggiamento presso la base Clark, nelle Filippine, sostituendo il 405th Fighter Wing. Partecipò a frequenti esercitazioni operative e di valutazione. Tra il 5 aprile e il 31 maggio 1975, lo stormo utilizzò le sue strutture come aree di sosta per l'operazione Babylift (l'evacuazione degli orfani vietnamiti dal Vietnam del Sud verso gli Stati Uniti) e New Life (l'evacuazione di adulti vietnamiti verso gli Stati Uniti). Eseguì operazioni di Aggressor utilizzando T-38 e successivamente F-5E dal 1976 al 1988; dislocato in tutte le basi delle Pacific Air Forces per fornire addestramento da combattimento a tutte le unità americane e a quelle dei suoi alleati.
Schierò annualmente velivoli dalle Filippine alla Corea per partecipare ad esercitazioni multinazionali di forze combinate congiunte dal 1978 al 1991. Con l'aggiunta dell' F-4G Wild Weasel nel 1979, lo stormo acquisì il doppio ruolo di aria-aria/aria-terra e contromisure elettroniche/soppressione delle difese. L'assegnazione del 1st Special Operations Squadron, equipaggiato con MC-130, fornì allo stormo una capacità di guerra non convenzionale, dal gennaio 1981 al marzo 1983. Operò con elicotteri UH-1N per il recupero di droni dal 1988 al 1991, trasporto VIP, supporto ai poligoni, supporto ai siti di difesa aerea delle Filippine ed evacuazione medica. Alla fine del maggio 1991 l'ultimo F-4 lasciò lo stormo, poco prima dell'eruzione del Monte Pinatubo nel giugno del 1991. Lo stormo fu non operativo dal luglio 1991 fino a che fu trasferito sulla carta alla base di Elmendorf il 19 dicembre 1991, sostituendo il 21th Tactical Fighter Wing. Espanse la missione di difesa aerea dell'Alaska con i suoi F-15E per includere interdizione profonda e capacità aria-aria. Aggiunse una missione di trasporto nell'aprile 1992 e una di sorveglianza, rivelazione, identificazione, comando e controllo aerotrasportato nel 1993. Dal 1993, schierò ed impiegò i velivoli assegnati in ogni parte del mondo per assolvere missioni di superiorità aerea, interdizione, trasporto tattico, sorveglianza aerotrasportata, supporto di teatro, servizio passeggeri e servì come unità ospitante alle organizzazioni presso la Base di Elmendorf. Durante il 2004, raggiunse gli obiettivi di Forza Aerea di Spedizione in supporto alle operazioni Enduring Freedom ed Iraqi Freedom.

### Allineamento
- Costituito come 3rd Bombardment Wing, Light il 10 agosto 1948
- Attivato il 18 agosto 1948
- Rinominato come 3rd Bombardment Wing, Tactical il 1 ottobre 1955
- Rinominato come 3rd Tactical Fighter Wing il 8 gennaio 1964
- Rinominato come 3rd Wing il 19 dicembre 1991

### Assegnazioni
- 314th Air Division, 18 agosto 1948
- Fifth Air Force, 1 marzo 1950
- 41st Air Division, 1 marzo 1955
- Fifth Air Force, 1 febbraio 1957
- 41st Air Division, 10 novembre 1958
- Twelfth Air Force, 8 gennaio 1964 (aggregato al 4481 Air Division, Provisional, dal 8 gennaio al 30 giugno 1964)
- 834th Air Division, 1 luglio 1964
- 2nd Air Division, 8 novembre 1965
- Seventh Air Force, 1 aprile 1966
- Fifth Air Force, 15 marzo 1971
- 314th Air Division, 15 marzo 1971
- Thirteenth Air Force, 16 settembre 1974
- Eleventh Air Force, dal 19 dicembre 1991 fino ad oggi

### Componenti operative

#### Groups
- 3rd Bombardment (successivamente, 3rd Operations), dal 18 agosto 1948 al 25 ottobre 1957 (distaccato dal 20 luglio al 30 novembre 1950); dal 19 dicembre 1991 fino ad oggi

#### Squadrons
- 1st Air Commando (successivamente, 1st Special Operations), aggregato dal 21 novembre 1965 al 8 marzo 1966; assegnato dal 15 gennaio 1981 al 1 marzo 1983
- 1st Test, dal 16 settembre 1974 al 1 gennaio 1980 (distaccato dal 15 marzo 1979 al 1 gennaio 1980)
- 3rd Tactical Electronic Warfare Training, dal 15 maggio 1976 al 1 gennaio 1980
- 3rd Tactical Fighter, dal 15 dicembre 1975 al 19 dicembre 1991 (distaccato dal 15 al 16 dicembre 1975)
- 7th Airborne Command e Control, dal 31 marzo al 14 agosto 1975 (distaccato)
- 8th Bombardment (successivamente, 8th Attack), dal aggregato dal 13 agosto 1956 al 24 ottobre 1957, assegnato dal 25 ottobre 1957 al 8 gennaio 1964 (distaccato dal 1 settembre 1963 al 8 gennaio 1964); assegnato dal 15 novembre 1969 al 30 settembre 1970
- 8th Tactical Reconnaissance, aggregato dal 18 aprile 1949 al 1 aprile 1950
- 10th Fighter, dal 8 aprile 1966 al 17 aprile 1967
- 13th Bombardment, aggregato dal 13 agosto 1956 al 24 ottobre 1957, assegnato dal 25 ottobre 1957 al 8 gennaio 1964 (distaccato dal 1 settembre 1963 al 8 gennaio 1964)
- 20th Operations, dal 16 settembre 1974 al 31 marzo 1975
- 25th Tactical Fighter, dal 18 al 19 dicembre 1975
- 26th Tactical Fighter (successivamente, 26th Tactical Fighter Training; 26th Tactical Fighter Training Aggressor; 26th Aggressor), dal 16 settembre 1974 al 1 ottobre 1988
- 35th Tactical Fighter, dal 15 marzo 1971 al 16 settembre 1974 (distaccato dal 1 aprile al 12 ottobre 1972)
- 36th Tactical Fighter, dal 15 maggio 1971 al 16 settembre 1974
- 40th Fighter al Interceptor, aggregato dal 1 dicembre 1961 al 31 maggio 1962
- 44th Tactical Fighter, aggregato dal 3 aprile al 2 giugno 1972 e dal 28 luglio al 8 settembre 1972
- 67th Tactical Fighter, aggregato dal 2 giugno al 28 luglio 1972 e dal 8 settembre al 16 ottobre 1972
- 68th Tactical Fighter, dal 16 settembre 1974 al 30 settembre 1975
- 80th Tactical Fighter, dal 15 marzo 1971 al 16 settembre 1974
- 90th Bombardment (successivamente, 90th Tactical Fighter; 90th Attack; 90th Tactical Fighter), dal aggregato dal 13 agosto 1956 al 24 ottobre 1957, assegnato dal 25 ottobre 1957 al 8 gennaio 1964 (distaccato 1 settembre 1963 al 8 gennaio 1964); assegnato dal 9 giugno 1964 al 19 novembre 1965 (distaccato 3 febbraio al 10 maggio 1965 e dal 3 agosto al 19 novembre 1965); assegnato dal 3 febbraio 1966 al 31 ottobre 1970; assegnato dal 16 settembre 1974 al 29 maggio 1991
- 307th Tactical Fighter, aggregato dal 21 novembre al 6 dicembre 1965
- 308th Tactical Fighter, dal 2 dicembre 1965 al 25 dicembre 1966 (distaccato 15 novembre al 25 dicembre 1966)
- 310th Attack, dal 15 al 30 novembre 1969
- 311th Attack, dal 15 novembre al 15 dicembre 1969
- 416th Tactical Fighter, dal 16 giugno 1964 al 8 novembre 1965 (distaccato dal 14 marzo al 21 luglio 1965); dal 16 novembre 1965 al 15 aprile 1967 (distaccato dal 16 novembre 1965 al 15 giugno 1966)
- 421st Air Refueling, aggregato dal 21 novembre 1960 al 1 giugno 1962
- 429th Tactical Fighter, aggregato da circa il 21 novembre al 14 dicembre 1965
- 510th Tactical Fighter, dal 16 marzo 1964 al 15 novembre 1969 (distaccato dal 5 maggio a circa il 20 agosto 1965)
- 531st Tactical Fighter, dal 16 giugno 1964 al 19 novembre 1965 (distaccato dal 2 novembre 1964 al 18 marzo 1965); dal 7 dicembre 1965 al 31 luglio 1970
- 602nd Fighter, aggregato dal 21 novembre 1965 al 8 marzo 1966
- 604th Air Commando (successivamente, 604th Special Operations), aggregato dal 15 novembre 1967 al 1 marzo 1970, assegnato dal 1 marzo al 30 settembre 1970
- 731st Bombardment, aggregato dal 1 dicembre 1950 al 25 giugno 1951
- 6091st Reconnaissance, aggregato dal 21 novembre 1960 a circa il 5 giugno 1962

### Basi
- Yokota Air Base, Giappone, 18 agosto 1948
- Johnson Air Base, Giappone, 1 aprile 1950
- Yokota Air Base, Giappone, 14 agosto 1950
- Iwakuni Air Base, Giappone, 1 dicembre 1950
- Kunsan Air Base, Corea del Sud, 22 agosto 1951
- Johnson Air Base, Giappone, 1 ottobre 1954
- Yokota Air Base, Giappone, dal 18 novembre 1960 al 8 gennaio 1964
- England Air Force Base, Louisiana, dal 8 gennaio 1964 al novembre 1965
- Bien Hoa Air Base, Vietnam del Sud, 8 novembre 1965
- Kunsan Air Base, Corea del Sud, 15 marzo 1971
- Clark Air Base, Filippine, dal 16 settembre 1974 al 19 dicembre 1991
- Elmendorf (successivamente, Joint Base Elmendorf al Richardson) Air Force Base, Alaska, 19 dicembre 1991 fino ad oggi

### Velivoli
- B-26, 1948 al 1950, 1950 al 1956
- F-15 (modificato P-61), 1949
- RF-80, 1949 al 1950
- C-47, 1951
- B-57, 1956 al 1963
- RB-50, 1960 al 1961
- KB-50, 1960 al 1962
- C-130, 1961 al 1962
- F-102, 1961 al 1962
- F-100, 1964 al 1970
- F-5, 1965 al 1967
- A-1, 1965 al 1966
- U-10, 1965 al 1966
- C/AC/HC-47, 1965 al 1966
- A-37, 1967 al 1970
- F-4, 1971 al 1974, 1974 al 1991
- T-33, 1974 al 1987
- C-9, 1974 al 1975
- CH-3, 1974 al 1975
- T-38, 1976 al 1980
- F-5, 1977 al 1988
- MC-130, 1980 al 1983
- UH-1, 1991
- F-15, 1991 al 2010
- C-12, 1992 al
- C-130, 1992 al 2007 e dal 2011 al 2013
- E-3, 1993 fino ad oggi
- F-22, 2007 fino ad oggi
- C-17, 2007 fino ad oggi